# Димитрова, Кристина
Кристина Димитрова Димитро́ва (31 июля 1960 года, София, НРБ) — болгарская певица.

## Биография
Родилась 31 июля 1960 года в Софии.
В 1981 году окончила музыкальный факультет Академии музыки, класс Стефана Атанасова. Затем была солисткой в оркестрах «Феротон», «Спектр», «Метроном», «София» и «Динамит брас бенд». Мария Ганева и биограф Иван Тенев (автор почти всех текстов) внесли большой вклад в продвижение её карьеры. Она пела в таких конкурсах, как «Золотой Орфей», «Песни для моря», «Бургас и его трудящиеся», «Молодёжный песенный конкурс». Также она давала концерты концерты в России, Германии, Польше, Румынии, Греции, Великобритании, Франции. Она совершает поездку по Кубе, Никарагуа, Италии, Кипру, Сирии, Алжиру, Австрии, Боснии и Герцеговине, США (1999-2000 годы). За годы своей работы с ней работали композиторы, такие как Зорница Попова, Димитр Пенев, Тончо Русев, Найден Андреев, Мария Ганева, Морис Аладжем, Атанас Косев, Вили Казасян и другие.
Особенно популярным в 1983 году стал её дуэт с болгарским певцом Орлином Горановым. Многие помнят её удачный дуэт с Орлином Горановым. Певица входила в роль, демонстрировала свою молодость и пластику, а Орлин скромно был «фоном», однако именно его голосовые данные придавали исполнению бархатистость и лиризм, потому дуэт и запомнился. Они вместе выпустили несколько альбомов. Самая известная песня в исполнении дуэта — «Детски спомен».
7 сентября 2015 года участвовала в фестивале «VIP Brother».

## Личная жизнь
Была замужем за Иваном Теневым, от которого есть сын.
Второй раз была замужем за футболистом Георгием «Джеки» Димитровым, от которого есть сын Мартин.

## Награды
- Приз музыкальных журналистов и почётный диплом мэрии Сопота на Международном фестивале песни в Сопоте, Польша
- 1-я премия Международного фестиваля Гастон (1986) в Манагуа, Никарагуа
- Два первых приза на конкурсе «Бургас и море»
- 2-й приз на Международном фестивале «Золотой Орфей», 3-я премия за дуэт с Георги Станчевым
- 1-я премия Еврофеста в Скопье с песней «Сакам»